# トーマス・セーレンセン
トーマス・セーレンセン（Thomas Løvendahl Sørensen, 1976年6月12日 - ）は、デンマーク・オーデンセ出身の元サッカー選手。ポジションはゴールキーパー。元デンマーク代表。

## 経歴

### クラブ
デンマーク国内でプレーの後、1998年7月1日にイングランドのサンダーランドAFCへ加入。一見派手なスーパーセーブこそ少ないが、的確な判断とミスの少ない安定したプレーが特徴の堅実な選手で、素早く正確なスローによるフィードも特徴のひとつであった。長らく正GKとして活躍していたが、2003年にチームは2部降格の憂き目にあい、8月8日にアストン・ヴィラFCへ移籍する。
アストン・ヴィラ移籍後は正GKとして活躍するも、2007-08シーズンはリヴァプールFCからレンタル移籍のスコット・カーソンにポジションを奪われ、ほとんど試合に出ることができなかった。さらにスチュアート・テイラーに控えGKの座すら奪われたため、リザーブチームの試合に出場させられた。
ブラックバーンからブラッド・フリーデルが加入した事で、セーレンセンは余剰戦力とみなされ、シーズン終了後にアストン・ヴィラを自由契約となる。2008年7月30日に23季ぶりに1部へ昇格したストーク・シティFCへ移籍した。移籍後は正GKとして活躍していたが、2010-11シーズンはアスミル・ベゴヴィッチの台頭によりベンチを温める試合が増えた。ベゴヴィッチとのポジション争いはしばらく続いていたが、出場機会は減少傾向である。
2015年8月31日、メルボルン・シティFCへ移籍した。

### 代表
代表デビューは1999年11月のイスラエル戦で、シュマイケルの控えながらもEURO2000のメンバーにも選出された。2002 FIFAワールドカップ予選からは本格的に正GKとして活躍している。
EURO2004では代表としてプレーし、特に対イタリア戦ではイタリア代表のGKジャンルイジ・ブッフォンを相手に一歩も引かない守備を見せた。
2010年南アフリカワールドカップでも同国代表の正GKとして出場したが、グループステージ最終節の日本戦では本田圭佑、遠藤保仁にフリーキックで2得点を決められたあと、さらに岡崎慎司にも決められ合計3失点を喫した。
2012年2月29日のロシア戦 (0-2) で史上8人目となる代表通算100試合出場を達成した。
その後、EURO2012のメンバーにも選ばれたが5月26日のブラジルとの親善試合で背中を負傷し、離脱を余儀なくされた（セーレンセンの代役にはカスパー・シュマイケルが選出された）。
2012年8月7日、デンマーク代表からの引退を表明した。結果的に前述の親善試合が代表でのラストゲームとなった。

## 代表歴

### 出場大会
- デンマーク代表
  - 2002 FIFAワールドカップ
  - 2010 FIFAワールドカップ

### 試合数
- 国際Aマッチ 101試合 0得点（1999年-2012年）[5]

| デンマーク代表 | 国際Aマッチ | 国際Aマッチ |
| 年             | 出場        | 得点        |
| -------------- | ----------- | ----------- |
| 1999           | 1           | 0           |
| 2000           | 1           | 0           |
| 2001           | 8           | 0           |
| 2002           | 11          | 0           |
| 2003           | 10          | 0           |
| 2004           | 12          | 0           |
| 2005           | 10          | 0           |
| 2006           | 6           | 0           |
| 2007           | 11          | 0           |
| 2008           | 6           | 0           |
| 2009           | 9           | 0           |
| 2010           | 6           | 0           |
| 2011           | 8           | 0           |
| 2012           | 2           | 0           |
| 通算           | 101         | 0           |